# Карасу (Жарминський район)
Карасу́ (каз. Қарасу) — село у складі Жарминського району Абайської області Казахстану. Входить до складу Кизилагаського сільського округу.
Населення — 50 осіб (2021; 159 у 2009, 217 у 1999, 269 у 1989).
Національний склад станом на 1989 рік:
- казахи — 100 %

Станом на 1989 рік село називалось Кокпекти.